# Nordwest-Palast (Nimrud)
Koordinaten: 36° 5′ 55,4″ N, 43° 19′ 38,3″ O

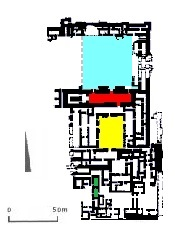
Grundriss des Nordwest-Palastes von Nimrud

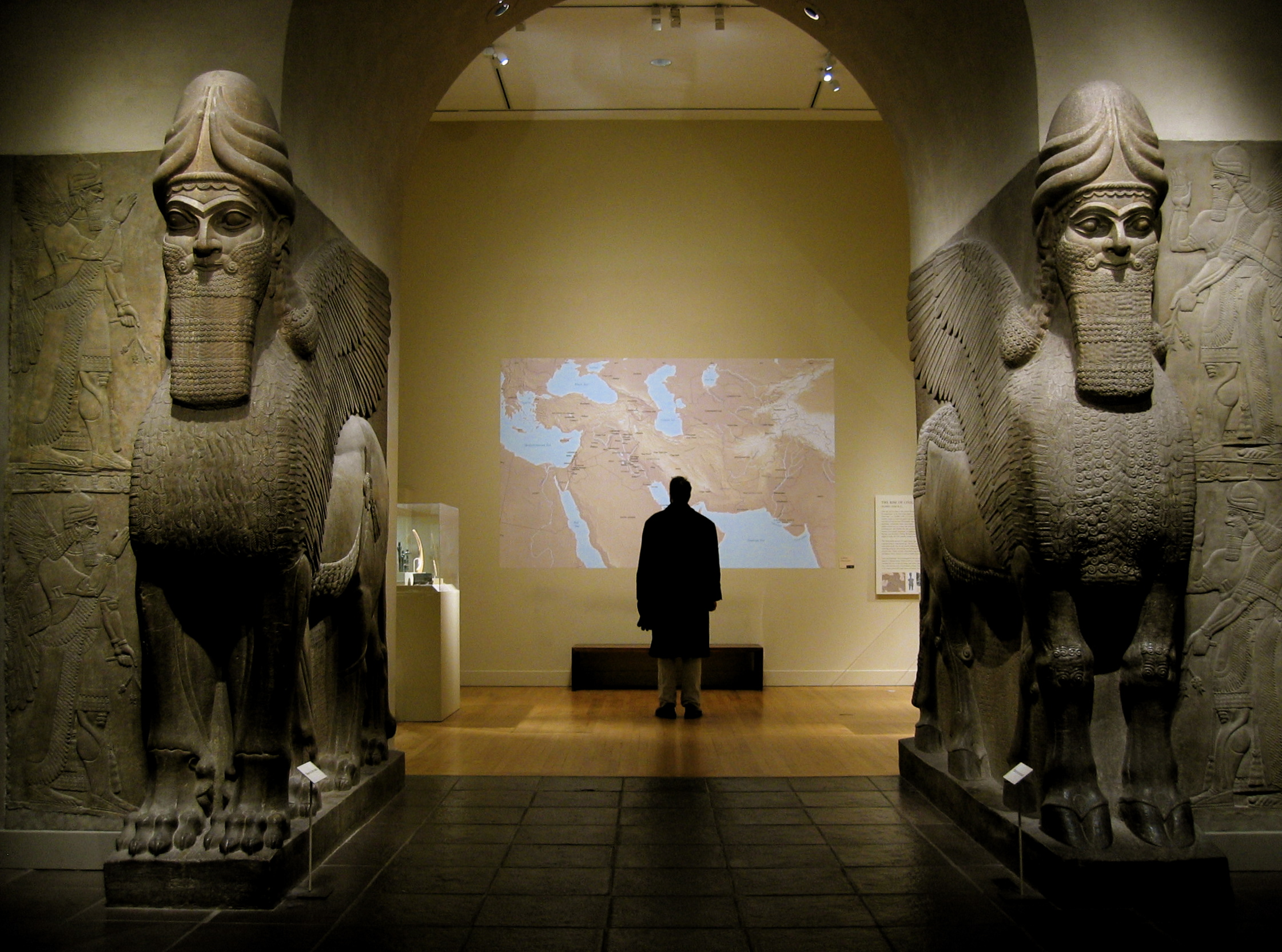
Portalfiguren und Orthostatenreliefs aus dem Nordwest-Palast, jetzt im Metropolitan Museum of Art, New York

Der Nordwest-Palast war ein neuassyrischer Palast auf der Akropolis von Nimrud (assyrisch „Kalḫu“; heute im Irak gelegen). Er wurde unter Aššur-nâṣir-apli II. (Assurnasirpal II.) errichtet und 879 v. Chr. fertiggestellt, daher wird er auch häufig als Palast Assurnasirpals II. bezeichnet. Das Bauwerk stand auf einer 120 Ziegelschichten mächtigen Terrasse und wurde 70 Jahre lang als Palast, danach noch in Teilen als Wohnung von Funktionsträgern, Speicherbau oder Karawanserei genutzt. Šarru-kīn II. (Sargon II.) diente der Palast vor allem als Schatzhaus, sein Sohn Sîn-aḫḫe-eriba (Sanherib) lebte hier als Kronprinz.
Nach derzeitigem Kenntnisstand handelte es sich bei diesem Palast um den ersten assyrischen Palast, der mit Portalfiguren (Lamassu) und Orthostaten aus Alabaster geschmückt wurde. Teilweise sind diese im jüngeren Südwest-Palast erneut verbaut worden. Hinzu trat eine reichhaltige Ausstattung aus Edelhölzern, farbigem Putz und vergoldetem Kupferblech.
Der Palastbau bestand, wie für neuassyrische Paläste typisch, aus den beiden Funktionseinheiten Babānu (Eingangsbereich) und Bitānu (Wohnbereich), die durch die Thronsaaleinheit getrennt wurden. Betreten wurde der Komplex von Osten her, wobei man zunächst auf einen großen Hof gelangte. Nördlich und östlich dieses Hofes lagen Verwaltungstrakte, südlich lag der 10 × 47 Meter große reich dekorierte Thronsaal, in den drei Portale führten. In diesem befand sich ein Postament, auf dem der Thron stand.
Von der Thronsaaleinheit aus gelangte man in den Hof des Bitānu-Bereichs, um den sich drei Saalbauten gruppierten. Der östliche von diesen wurde für offizielle und besonders zeremonielle Handlungen des Königs genutzt. Südlich davon lag ein Wohntrakt. Der südliche Saalbau könnte als Harem gedient haben.
Unterhalb des Fußbodens in diversen Räumen sind Grabkammern angelegt worden, in denen zum Teil Königinnen bestattet wurden. Sie fanden sich unberaubt und enthielten reiche Schmuckbeigaben.